# Plegmatoptera prasina
Plegmatoptera prasina är en insektsart som beskrevs av Maximilian Spinola 1839. Plegmatoptera prasina ingår i släktet Plegmatoptera och familjen Dictyopharidae. Inga underarter finns listade i Catalogue of Life.